# チャールズ・カーネギー (第10代サウスエスク伯爵)
第10代サウスエスク伯爵チャールズ・ノエル・カーネギー（英: Charles Noel Carnegie, 10th Earl of Southesk、1854年3月20日 – 1941年11月10日）は、イギリスの貴族。1905年までカーネギー卿の儀礼称号を使用した。

## 生涯
第9代サウスエスク伯爵ジェームズ・カーネギーとキャサリン・ハミルトン・ノエル（Catherine Hamilton Noel）の息子として、1854年3月20日に生まれた。
1891年8月1日、エセル・メアリー・エリザベス・バナーマン（Ethel Mary Elizabeth Bannerman、1947年12月10日没、第9代準男爵サー・アレクサンダー・バナーマンの娘）と結婚、3男2女を儲けた。
- キャサリン・エセル（1892年6月12日 – ?） - 1917年6月18日にアーサー・リヴァーズ・ボサンケット（Arthur Rivers Bosanquet）と結婚、子供を儲けたが、1940年に離婚
- チャールズ・アレクサンダー（1893年 – 1992年） - 第11代サウスエスク伯爵
- アレクサンダー・バナーマン（1894年12月22日 – 1989年） - 1919年5月23日、スーザン・オッティリア・ロダコフスキ＝リヴァーズ（Susan Ottilia Rodakowski-Rivers）と結婚、子供あり
- メアリー・エリザベス（1899年3月4日 – 1996年6月23日） - 1932年12月28日、エドワード・マイケル・コノリー・アベル・スミス（Edward Michael Conolly Abel Smith）と結婚、子供あり
- ジェームズ・ダサック（James Duthac、1910年9月26日 – 1996年1月14日） - 1935年2月26日、クローディア・アンジェラ・ブラックバーン（Claudia Angela Blackburn、ロバート・ブラックバーン（英語版）の娘）と結婚、子供あり

1905年2月21日に父が死去すると、サウスエスク伯爵の爵位を継承した。
セント・アンドルーズ大学からLL.D.の名誉学位を授与された。
1941年11月10日に死去、長男チャールズ・アレクサンダーが爵位を継承した。